# فرناند لامي
فرناند لامي (بالفرنسية: Fernand Lamy)‏ هو موزع وملحن فرنسي، ولد في 8 أبريل 1881 في Chauvigny ‏ في فرنسا، وتوفي في 15 سبتمبر 1966 في باريس في فرنسا.

## وصلات خارجية
- فرناند لامي على موقع ديسكوغز (الإنجليزية)